# Mycalesis mea
Mycalesis mea är en fjärilsart som beskrevs av Rothschild 1904. Mycalesis mea ingår i släktet Mycalesis och familjen praktfjärilar. Inga underarter finns listade i Catalogue of Life.